# Irena Szydłowska
Irena Szydłowska est une archère polonaise né à Lwów (aujourd'hui Lviv).

## Palmarès
- Jeux olympiques
  -  Médaille d'argent à l'individuel femme aux Jeux olympiques d'été de 1972 à Munich.